# Капральский курс (Финляндия)
Капральский курс (фин. Korpraalikurssi, сокр. Korpr.K) был введён в Армию Финляндии в 1922 году. На этот курс принимались солдаты, проходившие срочную службу в звании рядового, для подготовки, например, к должности заместителя командира отделения. После успешного прохождения курса солдат получал звание капрала. Одним из подразделений в котором  проводились курсы в 30-е годы, был Центр артиллерийской подготовки 3" (фин. Tykistökoulutuskeskus 3), Курс длился несколько месяцев.
В настоящее время звание капрала присваивается некоторым солдатам, хорошо проявившим себя на службе, без необходимости прохождения отдельного курса. 
Капральский курс встречается, например, в книге Пенти Хаанпяя (фин. Pentti Haanpään), изданной в 1928 году, под названием Полевой лагерь и казарма (фин. Pentti Haanpään, Kenttä ja kasarmi).

## См.также
- Капрал (Финляндия)
- Школа унтер-офицеров (Финляндия)
- Школа офицеров запаса (Финляндия)
- Академия национальной обороны Финляндии